# Iran : la révolution au nom de Dieu
 (novembre 2012).
Si vous disposez d'ouvrages ou d'articles de référence ou si vous connaissez des sites web de qualité traitant du thème abordé ici, merci de compléter l'article en donnant les références utiles à sa vérifiabilité et en les liant à la section « Notes et références ».
Iran : la révolution au nom de Dieu est un témoignage sur les événements qui conduisirent à la Révolution Iranienne, publié par Claire Brière-Blanchet et son mari, Pierre Blanchet, alors journalistes à Libération, en 1979 aux éditions du Seuil. La présence, en appendice, d’une libre discussion avec le philosophe Michel Foucault a achevé de le rendre historiquement très précieux.

## Composition
Ce livre, écrit lors des derniers mois du régime impérial iranien, constitua l’un des plus passionnants témoignages sur ces événements. Les rencontres relatées, venant de milieux variés, proposent une vision élargie qui dépasse et complète le point de vue des intellectuels laïcs, les plus écoutés alors dans la presse occidentale. Ainsi en est-il de l’ayatollah Kazem Shariatmadari, religieux modéré vite débordé par la surenchère révolutionnaire, que Claire Brière-Blanchet rencontre secrètement.
L’ouvrage commence par le raccourci saisissant entre les fastes des commémorations du 2500e anniversaire de l’empire perse, à Persépolis en 1971, et l’actualité toute récente au moment de la publication, le retour en gloire de Khomeini à Téhéran le 1er février 1979, une fois le Chah chassé de son pays.
Une des grandes vertus du livre fut de tenter de répondre à une problématique qui surgit ainsi brutalement : comment était possible la défaite d’un pouvoir de technocrates modernistes, porté quelques années auparavant par un boom économique sans précédent, vaincu par l’émergence inattendue d’une thématique mêlant religion et mysticisme.
Le corps principal de l’ouvrage consiste en l’enquête sur place proprement dite. Pour finir, les auteurs proposèrent une remise en perspective historique, économique et sociale, qui rappelle aux lecteurs français les origines millénaires du pays ainsi que les enjeux pétroliers, culminant dans l’épopée de Mohammad Mossadegh, qui dominèrent les tensions géopolitiques le long du XXe siècle.

## L’aveuglement de la gauche de l’époque
Claire Brière-Blanchet critiqua fortement, par la suite, la façon dont cette époque, et singulièrement les « intellectuels de gauche », ont pu être fascinés pour le surgissement de l’islam politique sur la scène mondiale, et la figure de Khomeini sous les pommiers de Neauphle-le-Château, en adversaire du Chah venu d’un autre temps. Le récit fait dans Iran : la révolution au nom de Dieu atteste à plusieurs endroits d’une analyse pourtant nuancée, et d’autant plus lucide qu’elle fut rédigée vraiment à chaud.
La quatrième de couverture, questionnait ainsi : « Ces retrouvailles de tout un peuple avec la tradition islamique inaugurent-elles une révolution, ou le retour en force du passé ? Cette irruption de la spiritualité dans la politique n’est-elle pas lourde aussi d’une nouvelle intolérance ? » 
Arrivés en avril 1978, les deux journalistes sont sur place le 4 septembre lorsqu’une foule innombrable fête la fin du Ramadan en se réunissant sur une colline du nord de la capitale. Devant le centre religieux fondé par Ali Chariati (décédé en juin 1977), et fermé par la Savak, le recueillement devient politique. La description des glaïeuls offerts aux soldats est saisissante. Tout comme l’atmosphère lourde au grand cimetière du sud de la ville, Béhecht Zahra, où les victimes du « Vendredi Noir », tuées par la police alors qu’elles manifestaient sur la place Jalé, sont enterrées plus tard. 
Les auteurs ne prêtent pas une foi crédule aux rumeurs les plus folles qui circulent alors sur les décomptes invérifiables, mais sont vigilants face aux accusations xénophobes qui circulent : des étrangers, des israéliens souvent, voire des minorités, nombreuses en Iran, auraient tiré sur la foule désarmée. « Ces cosmopolites auront-ils droit de cité dans la république islamique ? La question se pose, car les bahaïs sont pourchassés depuis plusieurs mois. ». 
Claire Brière-Blanchet confiera en 2008 que, au journal Libération, on eut du mal à croire certaines informations qui contredisaient l’élan révolutionnaire à la mode alors à Paris. Après l’exécution de Hassan Pakravan, Pierre Blanchet, rentré en France, ne parvint que difficilement à faire publier un article alertant l’opinion publique sur les violences commises par les révolutionnaires (et intitulé « J’entends un bruit de bottes… »). Il ne paraîtra, finalement, que sous la rubrique de « Libre opinion », les rendant suspects aux yeux de la rédaction.

## La question des femmes
Les entretiens menés auprès des étudiants, en décembre 1978, lors des semaines qui précédèrent les grandes manifestations du mois de Moharram, font entendre tout l’éventail des inquiétudes et des espoirs. Pour les femmes, en premier chef. Narguès, étudiante en science, raconte comment elle a repris le voile en signe d’opposition au régime du Chah, dont le père avait interdit ce signe archaïque. « C’est vrai que les hommes ont pris des habitudes autoritaires, mais j’ai confiance dans un avenir idéal. » déclare-t-elle. Sharzad, une enseignante, très engagée auprès d’un organisme officiel s’occupant de la condition féminine et patronné par la Reine, a défilé avec les manifestants « pleine de peur ». « J’ai peur de Khomeini », dit-elle, « la peur est aussi forte que mon refus de ce gouvernement-là » (du Chah).

## La discussion avec Michel Foucault
En appendice, fut ajoutée une longue discussion entre les deux auteurs et Michel Foucault, qu’ils avaient guidé lors de ses deux voyages en Iran. Elle est d’autant plus intéressante que, n’étant pas strictement une intervention signée du philosophe, son texte ne fut pas repris dans les éditions complètes en deux tomes des Dits et Écrits chez Gallimard. 
En 2008, avec cependant des coupures, elle figure dans un dossier dirigé par Claire Brière-Blanchet de la revue Le Meilleur des mondes (numéro 7, été 2008). Dans la présentation, celle-ci écrit : « Michel Foucault, comme la plupart des intellectuels de cette époque, ne perçoit pas l’émergence d’un nouveau totalitarisme. Son intelligence est aveuglée par l’immense lueur de la révolution. » Un certain recul critique s’y manifestait déjà pourtant. Pierre Blanchet, par exemple, lorsqu’il rapproche ce qui se passe alors de leur visite en Chine en 1967, déclare : « On avait, à Pékin, le sentiment que les Chinois formaient un peuple en fusion. Mais après, on s’est aperçu quand même qu’on s’était fait un peu berner. Les Chinois aussi. Il est vrai qu’on y mettait du nôtre. C’est pour cela que, parfois, on hésite à s’émerveiller sur l’Iran. ». Notons que Michel Foucault, dans sa réponse, tient, lui, à souligner encore une fois, l’unanimisme qu’il a cru percevoir à Téhéran.